# W blasku światła
W blasku światła – album studyjny Andrzeja Piasecznego i Stanisława Sojki. Wydawnictwo ukazało się 15 kwietnia 2011 roku nakładem wydawnictwa muzycznego QM Music. 
Na płycie znalazły się interpretacje utworów i poematów papieża Jana Pawła II do muzyki Seweryna Krajewskiego oraz Stanisława Sojki. Album promował singel zatytułowany „W mroku jest tyle światła”.

## Lista utworów
Opracowano na podstawie materiału źródłowego.
1. „Psalm IV”
2. „Stajemy na progu”
3. „W mroku jest tyle śwatła”
4. „Uczynił Bóg”
5. „A kiedy będą”
6. „Niech będzie imię twe błogosławione”
7. „Piastowy jestem syn”
8. „Omnia nuda et aperta”
9. „Emilii mojej matce”